# Перевозная (бухта)
Бухта Перевозная — небольшая бухта на северо-западном побережье Амурского залива Японского моря. Площадь поверхности — 6,0 км².

## География
Бухта расположена между мысом Перевозный (с севера) и мысом Стенина (с юга). Её берега низкие, пляж узкий. На его юго-западном побережье пересыпью отделяется лагуна Цапличья, которая узким проливом соединяется с соседней бухтой Нарва. На юго-западном побережье находится село Перевозная.
В бухту впадает множество рек и ручьёв, крупнейшая река из которых Сухая Речка.
Дно бухты каменистое, покрыто тонким слоем песка. С конца января до середины февраля бухта замерзает.